# Айша Лемсін
Аїша Лайді (нар. 1942), відома під криптонімом Лемсін — алжирська письменниця французькою мовою, журналістка та феміністка.

## Життєпис
Айша Лайді народилася 1942 року поблизу Тебесси. Вона обиралася віцепрезиденткою Всесвітньої жіночої організації за права, літературу та розвиток і працювала в Міжнародному жіночому комітеті ПЕН-клубу. Айша Лемсін була змушена залишити Алжир, оскільки ісламські бойовики вважали її неблагонадійною.
Її чоловік, Алі Лаїді, обіймав посаду посла Алжиру в Іспанії (1965—1970), Йорданії (1977—1984), у Великій Британії та Ірландії (1984—1988) і Мексиці (1988—1991).

## Творчість
Лемсін — авторка романів та есе. Також вона багато писала для алжирської преси та до закордонних газет. Вона спеціалізується на історії ісламу, політичному ісламізмі та правах мусульманок. її регулярно запрошували брати участь у семінарах і конгресах по всьому світу.
Перші два романи Лемсін засновані на подіях часів Війни за незалежність Алжиру. Її роботи перекладено іспанською, португальською, арабською та англійською мовами.
У 1995 році Лемсін отримала грант Геллмана-Гаммета від організації Human Rights Watch на підтримку своєї літературної творчості.
Лемсін одружена з дипломатом Алі Лайді.
Творчий псевдонім Лемсін складається з арабських літер (ل вимовляється як «lām») (L) та (س вимовляється як «sīn») (S), які є першими літерами її прізвища в шлюбі та дошлюбного прізвища.

##### Роман Ла Хризаліда
У романі «Хризаліда» Айша Лемсін описує еволюцію алжирського суспільства та жінок через життя кількох поколінь алжирської родини. Ця книга, опублікована французькою мовою, стала першим романом алжирської жінки через 14 років після проголошення національної незалежності Алжиру. Твір викрив протиріччя між реальним становищем жінок у країні та Конституцією, яка проголошувала «егалітарний соціалізм», де "…гарантуються основні свободи та права людини і громадянина. Забороняється будь-яка дискримінація за ознакою статі, раси чи професії" (ст. 39).
Книга була заборонена в Алжирі. Міністерство «побутових та ісламських справ» направило жандармів вилучити «Хризаліда» зі стенда «Видання для жінок», представлену на першій міжнародній виставці. Офіційна цензура тоді була скоординована з агресивною критикою, розпочатою групою університетських викладачок, які назвали книгу «рожевим і неоколоніалістичним романом» і навіть «антипатріотичним».

## Вибрані твори
- La chrysalide: Chroniques algeriennes, роман (1976), перекладено англійською як «The Chrysalis»
- Ciel de porphyre, роман (1978), перекладений англійською як «Під небом Порфіру»
- Ordalie des voix, есе (1983)
- Au Cœur du Hezbollah, есе (2008) («У серці Хезболли»)[11]